# Triceromyces
Triceromyces — рід грибів родини Laboulbeniaceae. Назва вперше опублікована 1980 року.